# Ponte Nizza
Ponte Nizza (lombardul: Pont Niza) település Olaszországban, Lombardia régióban, Pavia megyében. Lakosainak száma 762 fő (2023. január 1.). Ponte Nizza Bagnaria, Cecima, Godiasco, Gremiasco, Montesegale, Val di Nizza és Varzi községekkel határos.

## Népesség
A település lakossága az elmúlt években az alábbi módon változott:
| Lakosok száma | 798  | 785  | 762  |
|               | 2017 | 2018 | 2023 |